# Île de la Harpe
Die Île de la Harpe ist eine kleine, künstlich angelegte Waadtländer Insel im Genfersee vor der Stadt Rolle.

## Lage
Der nördlichste Punkt der Insel ist 80 Meter vom Ufer entfernt. Die Oberfläche umfasst 2.368 Quadratmeter bei einer Länge von 110 Metern. Die grösste Breite beträgt 30 Meter.  

## Geschichte
Um 1835 entschloss sich eine Gruppe von lokalen Kaufleuten, den Hafen von Rolle auszubauen. Zum Schutz des Hafens vor Erosion wurde beschlossen, im Westen der Stadt eine künstliche Insel auf dem sandigen Untergrund anzulegen. Während die Arbeiten noch andauerten, starb 1838 in Lausanne der verdienstvolle Politiker Frédéric-César de La Harpe. Laharpe war wohl der bedeutendste Rollois seiner Zeit. Er war 1798 massgeblich beteiligt an der Unabhängigkeit der Waadt von Bern. Ihm zu Ehren erhielt die Insel seinen Namen. Gleichzeitig wurde ein Komitee gegründet, das für die Errichtung eines Denkmals zuständig war. Eine nationale Sammlung wurde ausgeschrieben. Mit massgeblicher Unterstützung aus den Kantonen Aargau und Tessin wurde ein Obelisk mit Medaillons aufgestellt. Die feierliche Einweihung fand am 26. September 1844 statt. 
Die Insel ist heute Eigentum der Gemeinde Rolle.